# Mareyopsis oligogyna
Mareyopsis oligogyna là một loài thực vật có hoa trong họ Đại kích. Loài này được Breteler mô tả khoa học đầu tiên năm 1997.